# Petr Rímský
Petr Rímský (ur. 29 grudnia 1955 w Kolín) – czeski komediant, pieśniarz i gitarzysta, w którego twórczości przeplatają się, obok folku, elementy chanson, jazzu i bluesa. Poza tym jest teoretykiem muzycznym i pedagogiem gitarowym oraz autorem publikacji edukacyjnych z dziedziny muzyki oraz producentem. Działał jako publicysta muzyczny, redaktor naczelny oraz wydawca czasopisma „HITBOX – magazín s písničkami“. Obecnie zajmuje się m.in. aranżacją i reżyserią muzyczną.

## Życiorys
Urodził się w Kolinie w czechosłowackiej rodzinie związanej z teatrem. Jego ojcem był reżyser teatralny słowackiego pochodzenia Pavel Rímský (ur. 1925, zm. 1989). Brat Paweł jest aktorem, znanym m.in. z dubbingu, radia czy z teatrów, m.in. z teatru na praskich Winogradach).

## Twórczość

### Dyskografia

#### Współpraca
- Mikymauzoleum (1993) – Jaromír Nohavica
- Hodiny (2008) – Petr Bendl
- Crazy man (2008) – Petr Kocman(inne języki)

#### Albumy
- Porta '87 (1987) – A ještě radši se vracím
- Edice Dostavník 42 (1987), SP – Blues o hvězdě, Dík za ty obrázky
- Edice Porta (1988 ?), EP – Blues na černo, Prázdný rám
- Porta '89 (1989) – Šašek
- Folkové Vánoce, Bonton (1989) – A ještě radši se vracím
- Rubínové Vánoce, FT Records (1994) – K.Plíhal, E.Pospíšil, S.Janoušek, I.Bittová (live 15.12.1993)
- Zákon o zachování lásky (2012)

### Książki
- Ze života muzikantského
- Akordy a jak na ně… 1440 kytarových akordů
- Na kytaru od začátku
- Hudební nauka 1, 2

### Śpiewniki
- Písně Jaromíra Nohavici od A do Ž
- Písně Karla Kryla od A do Ž
- Písně Karla Plíhala od A do Ž
- Písně Wabiho Daňka od A do Ž
- Písně skupiny Fleret od A do Ž
- Evergreens I. – IV.

## Nagrody
- 1986 – autorska nagroda na muzycznym festiwalu Porta za utwór Blues o hvězdě
- 1988 – autorska nagroda na muzycznym festiwalu Porta za utwór Křídla a kopyta